# Rudolf Schwarzkogler
Rudolf Schwarzkogler (* 13. November 1940 in Wien; † 20. Juni 1969 ebenda) war ein österreichischer Fotograf und Künstler, der zu den Wiener Aktionisten gezählt wird.

## Leben
Rudolf Schwarzkogler wurde als Sohn eines Arztes geboren, der sich 1942 von Rudolfs Mutter Anna, geb. Tögel trennte und sich im Folgejahr nach einer schweren Kriegsverletzung, bei der er beide Beine verlor, bei Dubinniskij-Stalingrad das Leben nahm. 1951 zog Schwarzkoglers Mutter mit ihrem Sohn nach Lienz, wo sie den Bildhauer Johann Unterweger heiratete und Rudolf die ersten drei Jahre Jahrgänge des Gymnasiums besuchte. 1954 zog er wieder nach Wien zu seiner Großmutter väterlicherseits und 1956 zu seiner anderen Großmutter in Wien. Er besuchte weiter das Gymnasium und 1956 für ein Jahr die Bundesgewerbeschule (Abteilung Hochbau).
1957 wechselte er in die Graphische Lehr- und Versuchsanstalt, Abteilung für Gebrauchsgraphik, und im Folgejahr wieder zur Großmutter väterlicherseits.
1960 lernte er Hermann Nitsch kennen, der die „Graphische“ 1958 abgeschlossen hatte, und schloss mit ihm Freundschaft. Im Jahr darauf verließ er die Graphische ohne Abschluss und arbeitete im Sommer als Werkstudent (Grafiker) für die Firma C. F. Boehringer und Soehne GmbH in Mannheim. Im Oktober schrieb er sich an der Akademie für Angewandte Kunst Wien ein, besuchte diese jedoch nur kurz. Er leistete seinen Präsenzdienst im Bundesheer und lernte im Herbst Edith Adam kennen. Zusammen nahmen sie 1964 eine Wohnung. Er arbeitete als Grafiker und beteiligte sich an Aktionen von Wiener Aktionisten wie Otto Muehl und Hermann Nitsch. Kurz darauf begann er mit eigenen Aktionen.
Schwarzkogler widmete sich ab 1965 ganz der freien Kunst und kündigte seine Anstellung. Er begann mit Pferdewetten und interessierte sich für Gewinnsysteme. 1968 nahm er an Filmprojekten teil. 1969 starb er nach einem Sturz aus dem Fenster seiner Wohnung. Er wurde am Wiener Zentralfriedhof beigesetzt. Das Grab ist bereits aufgelassen.

## Aktionen
Sechs durchgeführte Aktionen Schwarzkoglers, meist mit seinem „Modell“ Heinz Cibulka, waren von vornherein für das Medium Fotografie inszeniert, das entstehende Bild war als eine Art Bühne gedacht. Bei seiner ersten Aktion Hochzeit waren Freunde als Publikum anwesend, für die folgenden Aktionen war kein Publikum vorgesehen und nur wenige oder keine Freunde anwesend.
1. Aktion, 6. Februar 1965, Hochzeit: Schwarzkogler zeigt ein privates Ritual mit religiösen, schamanistischen und alchemistischen Elementen an einem mit einer weißen Tischdecke bedeckten Tisch, auf dem sich toter Fisch, ein totes Huhn, verschiedene Tierorgane, Eier, farbige Flüssigkeiten, ein Messer und eine Schere befinden.
2. Aktion, Sommer 1965; 3. Aktion, Sommer 1965; 4. Aktion, Sommer 1965; 5. Aktion, Herbst 1965; 6. Aktion, 1966
Nach dieser Serie verfasste Schwarzkogler künstlerische Konzepte, die er nicht mehr ausführte. „Er interessierte sich fürs Essen, fürs Trinken und fürs Fasten, er verschrieb sich selber obskure Kuren und Waschungen und andere, ganz simple, körperliche Erfahrungen; es ging ihm dabei nicht um Fitneß, sondern um die Reinheit“. Sein Werk kann als Konzeptuelle Fotografie in einen Zusammenhang mit Konzeptkunst gestellt werden.
Im Jahr 1972 wurden posthum von ihm Texte, Skizzen und Fotos zu Aktionen, 1965 - 1969 als offizieller Beitrag auf der Documenta 5 in Kassel in der Abteilung Individuelle Mythologien gezeigt.

## Mythen
Durch nachweisliche Fehlinterpretation der Fotos einer Performance entstand möglicherweise durch einen Artikel des Nachrichtenmagazins Newsweek 1972 die Legende, Schwarzkogler habe während einer Aktion seinen Penis amputiert und sei daran gestorben. Andere Quellen schreiben die Fehlinterpretation 1972 dem Time Magazine zu. Schwarzkoglers tatsächlich tödlicher Sturz aus einem Fenster seiner Wohnung hatte ebenfalls mythische Deutungen zur Folge. Ob ein Unfall oder ein Suizid vorlag, konnte nicht festgestellt werden.